# Hemipolygona varai
Hemipolygona varai is een slakkensoort uit de familie van de Fasciolariidae. De wetenschappelijke naam van de soort is voor het eerst geldig gepubliceerd in 1970 door Bullock.